# Gabinete Clemenceau II
O Gabinete Clemenceau II foi o ministério formado por Georges Clemenceau em 16 de novembro de 1917 e dissolvido em 18 de janeiro de 1920. Foi o 64º gabinete da Terceira República Francesa, sendo antecedido pelo Gabinete Painlevé I e sucedido pelo Gabinete Millerand I.

## Contexto
O Presidente da República, Raymond Poincaré, chamou Georges Clemenceau para chefiar o governo em novembro de 1917, com a missão de restaurar a confiança e fazer todo o possível para garantir que a República pudesse resistir ao choque da Primeira Guerra Mundial. Este segundo Gabinete Clemenceau durou pouco mais de dois anos, uma longevidade notável para um governo da Terceira República Francesa.

Já em janeiro de 1917, Carlos I da Áustria iniciou negociações secretas de paz com Poincaré, que parecia entusiasmado e pronto para fazer concessões (colônias e vantagens comerciais) à Alemanha. Clemenceau, um belicista que queria que a guerra durasse até ao fim, recusou esta paz negociada, alegando que era uma armadilha preparada pelos alemães. Em novembro de 1917, o novo Presidente do Conselho de Ministros anunciou à Assembleia Nacional Francesa o seu programa de governo:
Vencer para ser justo, eis o lema de todos os nossos governos desde o início da guerra. Manteremos este programa a céu aberto. Nem traição, nem meia-traição: guerra!
Em questões de política interna, Clemenceau trabalhou para suprimir energicamente qualquer tentativa de revolta, motim ou greve nas fábricas francesas. Ele também travou uma luta enérgica para sustentar a moral das tropas. Para isso, ele perseguiu os pacifistas, os derrotistas e os “fugitivos”. Ele também generalizou o apelo às tropas coloniais, nomeando um deputado senegalês como "Comissário Geral" encarregado do recrutamento nativo - apesar das revoltas, 65.000 homens foram recrutados nas colônias em 1918. Ele também apelou à imigração italiana, com a entrada de 70.000 imigrantes italianos na França até março de 1918. Pela lei de 10 de fevereiro de 1918, o gabinete obteve o direito de regulamentar por decreto “a produção, circulação e venda” de produtos para consumo humano ou animal, ponto em que os governos anteriores haviam falhado, lhe permitindo fortalecer a economia de guerra.
A censura foi relaxada em seu governo, restringindo-se a assuntos militares e diplomáticos: "O direito de insultar membros do governo deve ser posto fora de todo o alcance", declarou Clemenceau após a publicação de um artigo que o atacava ferozmente. Ele também levantou regularmente a questão da confiança, submetendo-se assim ao controle parlamentar. Em muitas ocasiões, as casas do Parlamento Francês tiveram que escolher entre apoiar as suas decisões e derrubá-lo. Na política externa, pressionando os Estados Unidos a enviar tropas, ele participou do "Conselho de Guerra Interaliado", que se reuniu pela primeira vez em 1º de dezembro de 1917, com o britânico David Lloyd George, o italiano Vittorio Emanuele Orlando e o conselheiro presidencial do americano Woodrow Wilson.

Mais resoluto e mais intransigente do que nunca, Clemenceau prosseguiu assim uma política de segurança pública que deu frutos no ano seguinte, dedicando um terço do seu tempo a visitar as trincheiras. Em 8 de março de 1918, ele reafirmou seu programa de governo da seguinte forma, quando precisou votar sobre créditos de guerra:
Você quer paz? Eu também. Seria criminoso pensar de outra forma. Mas não é clamando por paz que silenciamos o militarismo prussiano. Minha política externa e minha política interna são uma só. Política interna? Eu faço a guerra. Política externa? Eu faço a guerra. Eu sempre faço a guerra.
Em 24 de março de 1918, três dias após o lançamento de uma nova ofensiva do general alemão Erich Ludendorff, Clemenceau considerou seriamente retirar o governo para o Loire, mas Poincaré o dissuadiu. Já nessa época, ao seu apelido "Tigre" acrescentou-se o de "Pai da Vitória", o que por si só resume o papel desempenhado por ele na recuperação de 1918, nomeadamente pelo seu papel na criação do comando único. Porém, após uma nova ofensiva lançada a partir de Chemin des Dames, que colocou o Exército Alemão a 60 km de Paris, o governo foi criticado pelos presidentes das câmaras. Dois dias depois, um "Comitê de Defesa do Campo Fortificado em Paris" foi criado para preparar medidas em caso de evacuação do governo.
A partir da "Batalha de Château-Thierry", em julho de 1918, a maré começou a mudar. Em outubro, quando a Alemanha, a Áustria-Hungria e a Turquia anunciaram que estavam prontos a pedir um armistício com base nos "Quatorze Pontos de Wilson", Clemenceau preferiu pôr fim à carnificina e aceitar a rendição das Potências Centrais. Isso lhe rendeu o apelido irônico de "Perd-la-Victoire" dentro da direita nacionalista. Visceralmente anti-bolchevique, ele lançou, nesse mesmo período, uma grande operação no Mar Negro para apoiar o Exército Branco russo que lutava contra a Revolução de Outubro. Os recursos comprometidos nessa empreitada esvaiam-se com a desmobilização, e os soldados, exaustos, não compreendiam esta nova guerra distante. O fracasso da expedição foi consumado na primavera de 1919 com uma onda de motins que abalou a esquadra francesa. Enquanto isso, acompanhado pelo Presidente da República, Clemenceau empreendeu uma viagem triunfal pela Alsácia-Lorena libertadas.
Com o fim do conflito, o "Bloco Nacional" (direita e centro-direita) venceu as eleições legislativas de novembro de 1919 por uma ampla margem (433 deputados e 70,6% dos assentos), colocando fim à "União Sagrada" (Union Sacrée). A firmeza do discurso contra a Alemanha e a divisão da esquerda facilitaram a vitória do bloco e a Assembleia viu o forte retorno da direita, produzindo a câmara mais conservadora desde 1871. Apesar da mudança na maioria, o governo mantém a confiança por mais algum tempo.
Em 1920 ocorreu uma nova eleição presidencial, com Clemenceau e Paul Deschanel na disputa. Enquanto a esquerda criticava seu autoritarismo, a direita criticava seu anticlericalismo. Clemenceau, então, foi derrotado por Paul Deschanel nas votações prévias do grupo republicano: recebeu 389 votos contra 408 de seu oponente. Ele então desistiu de concorrer à Presidência e renunciou ao governo. Seu sucessor foi Alexandre Millerand.

## Composição

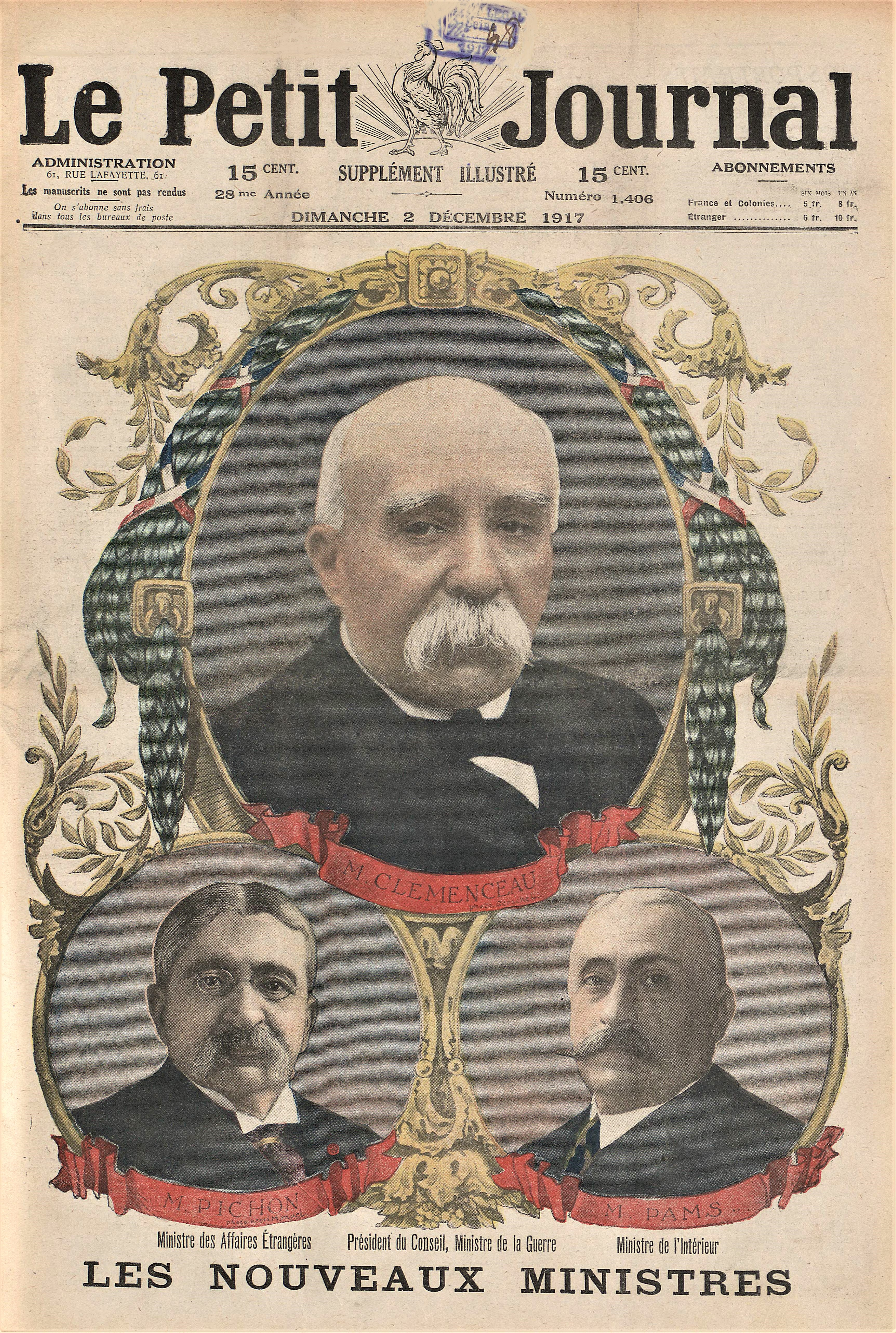
O 2º Gabinete Clemenceau em ilustração de 1917.

- Presidente da República: Raymond Poincaré
- Presidente do Conselho de Ministros: Georges Clemenceau
- Ministro dos Estrangeiros: Stephen Pichon
- Ministro da Justiça: Louis Nail
- Ministro do Interior: Jules Pams
- Ministro da Guerra: Georges Clemenceau
- Ministro das Finanças: Louis-Lucien Klotz
- Ministro da Marinha: Georges Leygues
- Ministro da Instrução Pública e Belas Artes: Louis Lafferre (1917-1919); Léon Bérard (1919-1920)
- Ministro das Obras Públicas e Transporte: Albert-André Claveille
- Ministro da Agricultura e Reabastecimento: Victor Boret (1917-1919); Joseph Noulens (1919-1920)
- Ministro do Comércio, Indústria, Correios, Telecomunicações e Marinha Mercante: Étienne Clémentel (1917-1919); Louis Dubois (1919-1920)
- Ministro das Colônias: Henry Simon
- Ministro do Trabalho e Previdência Social: Pierre Colliard (1917-1919); Paul Jourdain (1919-1920)
- Ministro de Armamentos e Manufatura de Guerra: Louis Loucheur (1917-1919)
- Ministro do Bloqueio das Regiões Libertadas: Charles Jonnart (1917); Albert Lebrun (1917-1919); André Tardieu (1919-1920)
- Ministro da Reconstrução: Louis Loucheur (1919-1920)

## Realizações
- Aprovação de uma lei prevendo a redução da jornada de trabalho para oito horas, sem perda de remuneração;[5]
- Aprovação de uma lei sobre acordos coletivos de trabalho.